# Моровићки
Моровићки су били угарска средњовековна великашка породица чији су припадници обављали функцију мачванског бана у 14. и 15. веку. Најпознатији припадник породице био је Иван Моровићки.

## Историја
Породица Моровићки потиче од угарског племићког рода Гут-Келед. Род Гут-Келед своје порекло вуче од немачких витезова који су током 11. и 12. века дошли у Угарску. Великашке породице у Угарској често су носиле имена по свом главном, матичном поседу. Такав је случај и са Моровићким који су названи по Моровићу у Срему (тадашња Вуковска жупанија). Зачетник овог рода је Михаило Моровићки. Његов син звао се Стјепан. У време Михаила, Стефана и Стефанових синова породица је добила своје основне поседе у Вуковској жупанији. Од времена деловања Стефанових унука породица Моровићки игра значајнију улогу у Угарском краљевству. Грана Моровићких може се пратити од 1263. године када млади краљ Стефан V, дарује Михаилу посед Боротк у Вуковској жупанији. Михаилов син Стефан по први пут се у изворима јавља 1275. године. Краљ Ладислав ослободио је његове поданике плаћања дажбина бану. У повељи се Стефан помиње као iuvenis (млади витез) на краљевом двору. Истакао се 1291. године у борби против аустријског војводе Алберта, будућег немачког цара. У овим борбама тешко је рањен. Учествовао је 1294. године у опсади Адорјана. За војне заслуге, краљ Андрија III Млечанин је изузео 1298. године Стефана и његове поданике из јурисдикције вуковског жупана. Ову повластицу краљ Карло Роберт је потврдио 1319. године на молбу Стефановог сина Михаила. Стефан је 1292. године проширио своју власт над земљама свог рођака Томаса који је умро без наследника.
Стефанов син био је Михаило. Такође је био iuvenis на краљевом двору. У борбама са побуњеним племством тешко је рањен. Вршио је дужност кастелана у жупанији Комаром. Краљ Карло Роберт наградио је Михаила за верну службу додељивањем њему и његовој браћи, Клементу и Стефану, патронатско право над бенедиктанским манастиром Светог Крста у Срему. Краљ је Михаилу 1324. године потврдио и повељу за Моровић коју је 1263. године добио његов деда Михаило.
Један од најпознатијих припадника породице Моровићких био је Иван Моровићки, Михаилов млађи брат. Иван је у грађанском рату који је избио након смрти Лајоша I 1382. године подржао краљицу Марију и њену мајку Јелисавету. Учествовао је на страни Жигмунда Луксембуршког у борбама против браће Хорват. Истакао се и у рату са Османлијама. Сузбио их је 1391. године код Манђелоса. Носио је титулу мачванског бана од 1397. до 1410. године и поново, од 1427. до 1428. године. Такође је као жупан владао над неколико угарских жупанија. Ратовао је на страни Жигмунда у бици код Добоја 1415. године у којој је заробљен. Био је и један од првих припадника првог разреда витешког реда Змаја.
Иванов син Ладислав био је мачвански бан од 1441. до 1443. године. Моровићки су имали велике поседе током његове владавине. Ладиславов син Матија такође је био мачвански бан. У изворима се као бан помиње од 1469. године до своје смрти, 1476. године. Матија је био у браку са Маргаретом, ћерком Освалда Силађија. Освалд је био брат Јелисавете, мајке Матије Корвина. Матија и његов брат Лудовик били су на страни Матије Корвина у тренутку избијања побуне на челу са Николом Илочким и Ладиславом Горјанским. Циљ побуне био је долазак Фридриха III на власт у Угарској. Смрћу Ладислава 1476. године породица Моровићки изумрла је у мушкој линији. Последњи члан била је Магдалена, ћерка Матијиног брата Лудовика. У изворима се помиње до 1500. године.